# Alvorada do Sul
Alvorada do Sul là một đô thị thuộc bang Paraná, Brasil. Đô thị này có diện tích 424,245 km², dân số năm 2007 là 9262 người, mật độ 21,1 người/km².